# Bihar
Pour les articles homonymes, voir Bihar (homonymie).
Ne doit pas être confondu avec le județ roumain de Bihor.
Le Bihar (hindi : बिहार, /bɪˈɦaːr/ ; en ourdou : بہار) est un État du nord-est de l'Inde. Situé dans l'est de la plaine indo-gangétique, c'est un État très densément peuplé (104 millions d'habitants en 2011 sur 94 163 km2, soit 1 106 hab/km2) et encore peu développé sur le plan économique. C'est la région d'origine du bouddhisme et du jaïnisme.

## Histoire

### Antiquité

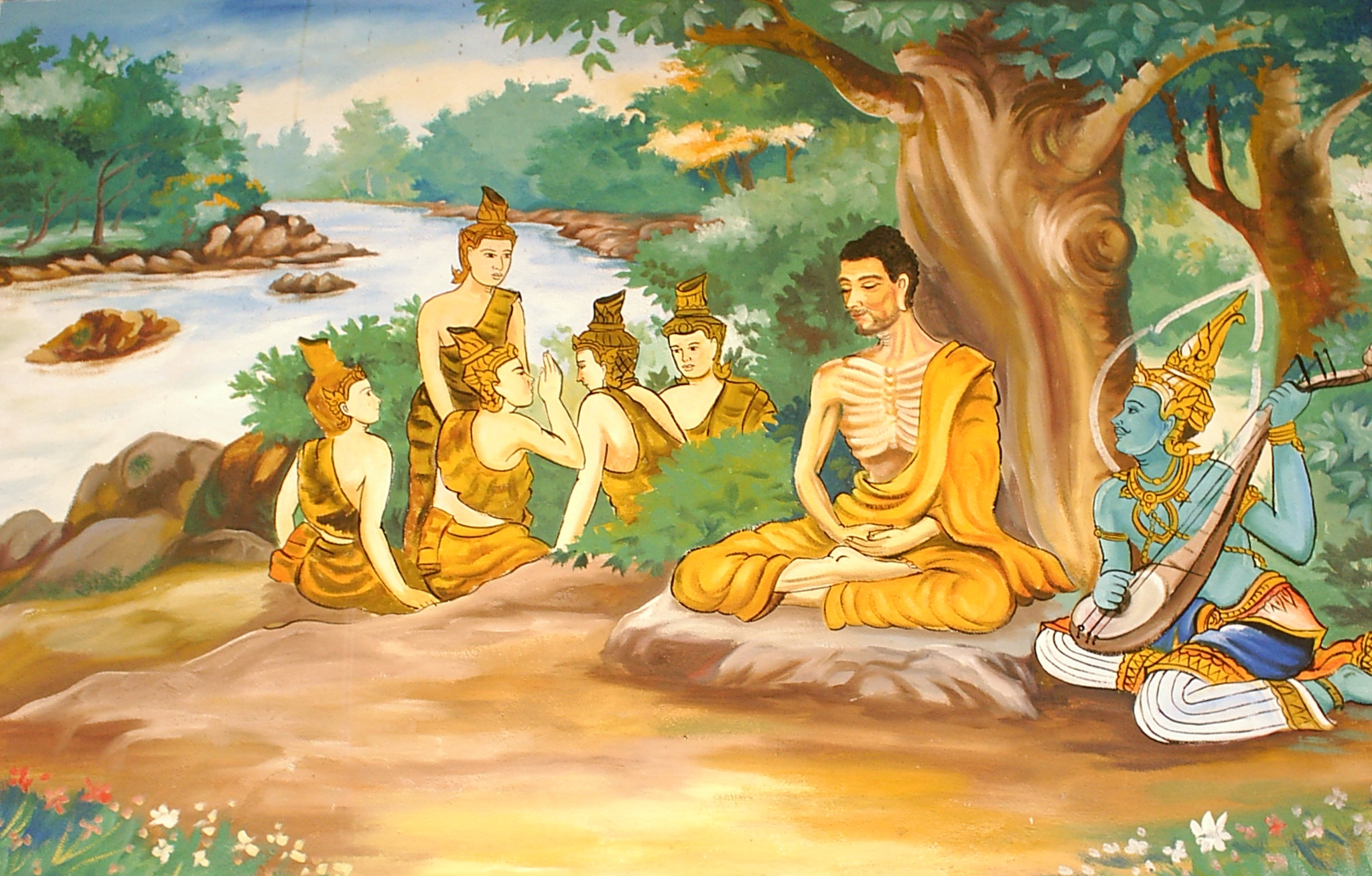
Gautama Bouddha entreprend les pratiques ascétiques extrêmes avant qu'il ne réalise qu'elles n'étaient pas nécessaires, et son illumination sur la rive de la rivière Falgu à Bodh Gaya, Bihar.

Le cœur de l'ancien royaume de Magadha se trouvait dans le Bihar actuel et sa capitale, Patna, appelé alors Pataliputra, est le centre de l'Empire maurya qui gouverne le sous-continent indien entre -325 et -185. L'empereur Ashoka est le dirigeant le plus connu de cette dynastie. Le Bihar reste un lieu important de pouvoir, de culture et d'éducation durant mille ans jusqu'à la période des conquêtes musulmanes qui ravagent le pays. Les monastères bouddhistes de Nâlandâ et de Vikramaśīla étaient jusqu'alors des centres d'éducation renommés dans le monde asiatique, qui attiraient des étudiants jusqu'en Chine.

#### Une terre de religions
Le Bihar est aussi le lieu de naissance de plusieurs religions, dont le bouddhisme et le jaïnisme. Bouddha atteint l'illumination à  Bodh-Gaya, une ville de l'État, dans le district de Gaya. Mahavira, le fondateur du jaïnisme, est originaire de Vaishali dans le Bihar.

### Époque médiévale
Avec la conquête musulmane, le Bihar va connaître des fortunes diverses. Muhammad Khilji, un général de Muhammad Ghûrî s'empare du Bihar au XIIe siècle. La plupart des grands monastères d'enseignement sont détruits, des milliers de bouddhistes massacrés,,. Le pays connaît ensuite une nouvelle période de prospérité avec le règne de l'afghan  Sher Shâh Sûrî, originaire de Sasaram, qui établit la Grand Trunk Road, la plus grande voie du sous-continent, qu'il traverse d'est en ouest, de Calcutta à Peshawar, dans l'actuel Pakistan. De 1557 à 1576, Akbar, l'empereur moghol, annexe le Bihar et le Bengale à son empire et fait du Bihar une partie du Bengale. Avec le déclin des Moghols, le Bihar passe sous le contrôle des  nawabs du Bengale.

### Période moderne

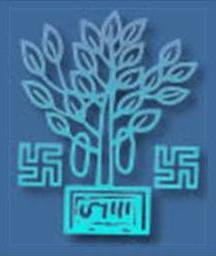
Le sceau du Bihar.

Après la bataille de Buxar (1765), la Compagnie anglaise des Indes orientales obtient les droits diwani, c'est-à-dire ceux d'administrer et de collecter les taxes pour le Bihar, Bengale et l'Orissa. À partir de là, le Bihar devient une partie de la Présidence du Bengale, structure administrative de l'Inde britannique, et ce jusqu'en 1912, année où le Bihar est érigé en province distincte. En 1935, certaines parties du Bihar sont incorporées dans la province de l'Orissa.
En 1951, la province est frappée par une terrible famine qui fait plus de 10 millions de morts. À nouveau, en 2000, 18 districts administratifs du Bihar lui sont retranchés au sud pour former l'État du Jharkhand, avec pour capitale Ranchi.
Après son retour d'Afrique du Sud, Gandhi commence son mouvement pour la liberté par son satyagraha dans le district de Champaran au Bihar, en soutenant des paysans forcés à la culture de l'indigo, une culture très appauvrissante pour leur sol.

## Géographie
Le Bihar est bordé à l'est par le Bengale occidental, au nord par le Népal, au sud par le Jharkhand (créé en 2000), et à l'ouest par l'Uttar Pradesh.

## Subdivisions
Le Bihar est divisé en 38 districts regroupés en 9 divisions territoriales qui sont :
| Divisions | Districts                                                                           |
| --------- | ----------------------------------------------------------------------------------- |
| Bhagalpur | Banka, Bhagalpur                                                                    |
| Darbhanga | Begusarai, Darbhanga, Madhubani, Samastipur                                         |
| Kosi      | Madhepura, Saharsa, Supaul                                                          |
| Magadh    | Arwal, Aurangabad, Gaya, Jehanabad, Nawada                                          |
| Munger    | Jamui, Khagaria, Munger, Lakhisarai, Shekhupura                                     |
| Patna     | Bhojpur, Buxar, Buxar, Patna, Rohtas, Nalanda                                       |
| Purnia    | Araria, Katihar, Kishanganj, Purnia                                                 |
| Saran     | Gopalganj, Saran, Siwan                                                             |
| Tirhut    | Champaran oriental, Muzaffarpur, Sheohar, Sitamarhi, Vaishali, Champaran occidental |

## Politique
Le Ministre en chef, chef de l’exécutif, est Nitish Kumar depuis le 22 février 2015. Après une crise politique au sein du JD(U), il remplace Jitan Ram Manjhi (en) qui lui avait lui-même succédé le 20 mai 2014.
Les élections à l'assemblée législative de l'État d'octobre-novembre 2015 voient la nette victoire du Mahagathbandhan (Grande Alliance) rassemblant le JD(U), le Rashtriya Janata Dal et le Parti du Congrès qui remporte 178 sièges (+ 45) sur 243 s'assurant ainsi la majorité absolue. À l'inverse, la NDA, coalition menée par le BJP au pouvoir à New Delhi, perd 36 sièges malgré l'implication du Premier ministre Narendra Modi.
Courrier international rappelle que dans le Bihar, « le système des castes s’avère extrêmement prégnant, allant jusqu’à structurer le débat public ».

## Économie
État pauvre, environ 93 % de la population du Bihar travaille dans l’agriculture sur des petites surfaces pour de faibles revenus. L’État est également  un important pourvoyeur de travailleurs migrants.
Une grande partie de la population du Bihar souffre de la malnutrition. Plus de 63 % des femmes enceintes y sont anémiées, environ 43 % des enfants de moins de 5 ans présentent un retard de croissance et 41 % une insuffisance pondérale, selon les données du gouvernement publiées en 2020.

## Démographie

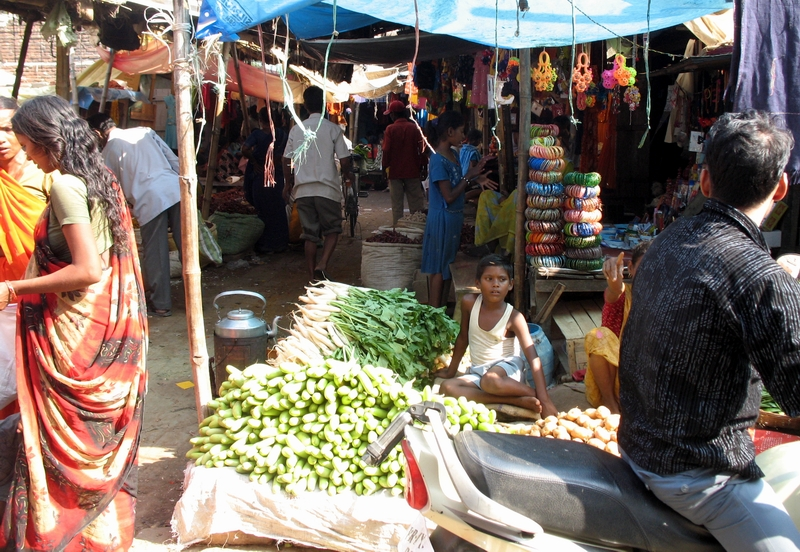
Marché dans un village.

Le Bihar est le troisième État le plus peuplé d'Inde derrière l'Uttar Pradesh et le Maharashtra. C'est également l'État le plus densément peuplé, comptant 104 millions d'habitants en 2011 sur 94 163 km2, soit 1 106 hab./km2. Avec un taux de fécondité estimé à 3,7 enfants par femme en 2010, le Bihar connaît une importante croissance démographique. Bien que toujours le plus élevé des états indiens, le taux de fécondité est descendu à 3,0 en 2020, la croissance démographique devrait donc être moins importante dans les prochaines années.
| Évolution de la population | Évolution de la population | Évolution de la population |
| Année                      | Population                 | %±                         |
| -------------------------- | -------------------------- | -------------------------- |
| 1951                       | 29 085 000                 | —                          |
| 1961                       | 34 841 000                 | + 19,8 %                   |
| 1971                       | 42 126 000                 | + 20,9 %                   |
| 1981                       | 52 303 000                 | + 24,2 %                   |
| 1991                       | 64 531 000                 | + 23,4 %                   |
| 2001                       | 82 999 000                 | + 28,6 %                   |
| 2011                       | 103 805 000                | + 25,1 %                   |
| Source :                   |                            |                            |

Les religions les plus pratiquées au Bihar sont l'hindouisme (83,2 %) et l'islam (16,5 %).

### Principales villes du Bihar
| Ville        | Population (recensement 2011) |
| ------------ | ----------------------------- |
| Patna        | 2 049 156                     |
| Gaya         | 475 987                       |
| Bhagalpur    | 412 209                       |
| Muzaffarpur  | 396 590                       |
| Purnea       | 312 669                       |
| Darbhanga    | 308 011                       |
| Bihar Sharif | 297 268                       |
| Arrah        | 261 430                       |
| Begusarai    | 252 008                       |
| Katihar      | 240 838                       |
| Chhapra      | 213 714                       |
| Munger       | 213 303                       |
| Saharsa      | 156 540                       |
| Bettiah      | 155 518                       |
| Hajipur      | 147 688                       |
| Sasaram      | 147 408                       |
| Dehri        | 137 231                       |
| Siwan        | 135 066                       |
| Motihari     | 126 158                       |
| Nawada       | 118 768                       |
| Bagaha       | 112 634                       |
| Buxar        | 110 881                       |
| Sitamarhi    | 106 093                       |
| Kishanganj   | 105 782                       |
| Jamalpur     | 105 434                       |
| Jehanabad    | 103 202                       |
| Aurangabad   | 102 244                       |
| Luckeesarai  | 99 979                        |
| Jamui        | 87 357                        |
| Madhubani    | 82 806                        |
| Araria       | 79 021                        |
| Benipur      | 75 317                        |
| Samastipur   | 73 216                        |
| Barauni      | 71 660                        |
| Bihat        | 67 952                        |
| Gopalganj    | 67 339                        |
| Supaul       | 65 437                        |
| Sheikhpura   | 62 927                        |
| Barh         | 61 470                        |
| Mokameh      | 60 678                        |
| Masaurhi     | 59 803                        |
| Teghra       | 56 234                        |
| Raxaul Bazar | 55 536                        |
| Madhepura    | 54 472                        |
| Dumraon      | 53 618                        |
| Sultanganj   | 52 892                        |
| Daudnagar    | 52 364                        |
| Arwal        | 51 849                        |
| Hilsa        | 51 052                        |
| Fatwa        | 50 961                        |
| Forbesganj   | 50 475                        |
| Bhabua       | 50 179                        |
| Shikarpur    | 49 507                        |
| Khagaria     | 49 406                        |
| Naugachhia   | 49 069                        |
| Bikramganj   | 48 465                        |
| Ramnagar     | 48 411                        |
| Mahnar Bazar | 48 293                        |
| Bakhtiyarpur | 47 897                        |
| Balia        | 47 550                        |
| Bihta        | 47 549                        |
| Barbigha     | 46 075                        |
| Banka        | 45 977                        |
| Barahiya     | 43 032                        |
| Bairagnia    | 42 895                        |
| Dhaka        | 42 063                        |
| Barauli      | 41 877                        |
| Rajgir       | 41 587                        |
| Sherghati    | 40 666                        |
| Jha Jha      | 40 646                        |
| Maner        | 40 068                        |
| Bakhri       | 40 043                        |

## Culture

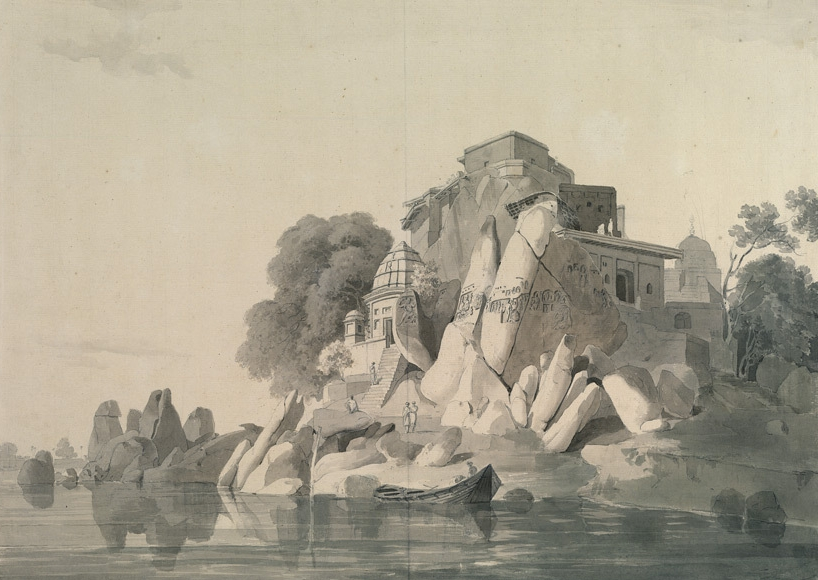
La roche des Fakirs, sur le Gange, près de Sultanganj (Bihar), octobre 1788 (pinceau et lavis, par Daniell).

Hormis le bihari, on parle au Bihar le maithili proche du bengalî et le magahi, un dialecte hindi oriental qui a donné le pali, la langue religieuse du bouddhisme du Sud. Dans l' Est, on parle le Bengali. Dans certains districts de l'est de l'état, le Bengali est parlé par plus de 80 % de la population.

## Tourisme
Sites touristiques : 
- Bodh-Gaya, la ville où le Bouddha a connu l'illumination, est un centre de pèlerinage pour les bouddhistes du monde entier.
- Université de Nalanda

Le Bihar a prohibé la vente, la consommation ainsi que la détention d'alcool depuis mars 2016, et les chiffres du tourisme ont connu une sérieuse décroissance depuis lors,.

## La pauvreté et ses effets
Les Bihari ou habitants du Bihar sont généralement très pauvres, ils s'exilent très souvent dans les autres États de la fédération indienne - Bengale occidental, Assam, en particulier - pour y faire les travaux les plus durs (construction des routes dans les hauteurs himalayennes, par exemple). Autrefois, ils émigrèrent aussi hors de l'Inde et on en trouve ainsi aux îles Fidji, à l'île Maurice, à Trinité-et-Tobago. Les vagues migratoires internationales actuelles étant plutôt à destination des pays du golfe persique ou le monde anglo-saxon, qui selon la destination et le niveau socio-économique des migrants, peuvent être des vagues de travailleurs étrangers temporaires, ou d'immigrés qualifiés potentiellement résidents permanents. D'autres choisissent un exil social en rejoignant les groupes maoïstes naxalistes présents aussi au Bengale occidental et politiquement proches des népalais du Parti communiste du Népal (maoïste) ou en intégrant les bandes de dacoïts, bandits de grands chemins.
Le Bihar est touché tous les ans par une épidémie d'encéphalite aiguë. Les enfants mal nourris sont particulièrement vulnérables à cette maladie.
Le Pakistan n'a pas voulu accepter les mohadjirs Biharis restés au Bangladesh nouvellement formé car il se voyait en lutte pour gérer des milliers de réfugiés afghans à l'époque, tandis que les Bangladais méprisaient les Biharis ethniques pour avoir soutenu et pris le parti du Pakistan occidental pendant la guerre et pour avoir préféré leur ourdou natal au mouvement de la langue bengali.
Le Bihar fait partie des états concernés par l'abréviation BIMARU, forgée par l'économiste et démographe indien Ashish Bose dans les années 80, pour une étude commandée par l'état central indien. Ce terme désigne les états de l'Inde qui constituaient la partie la plus paupérisée du pays (en matière de développement économique et humain), tout en connaissant la plus forte croissance démographique. L'appellation a pendant longtemps été controversée,, notamment du côté de la classe politique biharie, qui y voit un terme discriminant. En 2011, les indicateurs employés par Bose ont été recalculés et mis à jour, et tendent à montrer un décalage de développement persistant entre le Bihar (et la plupart des états BIMARU) et le reste de l'Inde.